# Gustavo Borges
Gustavo Borges, född 2 december 1972 i Ribeirão Preto, är en brasiliansk före detta simmare.
Borges blev olympisk silvermedaljör på 100 meter frisim vid sommarspelen 1992 i Barcelona.